# Tobiasites striatus
Tobiasites striatus är en stekelart som beskrevs av Dmitriy R. Kasparyan 1988. Tobiasites striatus ingår i släktet Tobiasites och familjen brokparasitsteklar. Inga underarter finns listade i Catalogue of Life.